# Észt labdarúgó-bajnokság (első osztály)
Az észt labdarúgó-bajnokságok első osztálya a legmagasabb szintű labdarúgó-bajnokság Észtországban. Első alkalommal 1920-ban rendezték meg, 1992 óta Meistriliiga néven ismert.
Az észt élvonal legsikeresebb egyesületei két különböző időszakból kerültek ki: a második világháború előtti időszak bajnoka, a Sport Tallinn kilenc, illetve a modernkori észt labdarúgás zászlóvivője, a Flora tizenegy bajnoki címet szerzett.

## Története
Az észt élvonal első pontvadászatát 1920-ban rendezték meg, azonban a második világháború, majd az ország Szovjetunióhoz csatolása teljesen szétzilálta és ismeretlenné tette az 1992 előtti észt labdarúgást.
Történetileg három fő szakaszra bontható:
1. 1920–1944: A Szovjetunióhoz csatolás előtti Észtország élvonalbeli labdarúgó-bajnokságai
2. 1945–1991: A Szovjetunió alatti, az Észt SZSZK-ban rendezett labdarúgó-bajnokságok, amelyek semmilyen szempontból nem tekinthetők hivatalos eredményeknek, mivel a jobb észt csapatok magasabb szovjet osztályokban szerepeltek
3. 1992 óta: Az újfent független Észtország élvonalbeli labdarúgó-bajnoksága, azaz a Meistriliiga

## A bajnokság jelenlegi rendszere
A bajnokságot a hideg tél miatt tavaszi-őszi rendszerben rendezik meg. A 10 csapat körmérkőzéses rendszerben mérkőzik meg egymással, amely során minden csapat minden csapattal négyszer játszik: kétszer pályaválasztóként, kétszer pedig idegenben.
A bajnokság végső sorrendjét az utolsó, 36. fordulót követően az alábbi szempontok szerint határozzák meg:
1. a bajnokságban szerzett pontok összege;
2. a szövetség által lezárt bajnoki mérkőzések kevesebb száma (visszalépés miatt le nem játszott, vagy törölt mérkőzések);
3. a bajnokságban elért győzelmek száma;
4. az egymás ellen játszott bajnoki mérkőzések pontkülönbsége;
5. az egymás ellen játszott bajnoki mérkőzések gólkülönbsége;
6. a bajnoki mérkőzések gólkülönbsége;
7. a bajnoki mérkőzéseken szerzett gólok száma;

A bajnokság győztese az észt bajnok, az utolsó helyezett csapat kiesik a másodosztályba, míg a 9. helyezett osztályozó mérkőzést játszik a másodosztály ezüstérmesével.

## A 2018-as bajnoki év részt vevő csapatai
| Csapat              | Székhely     | Stadion                        | 2010        |
| ------------------- | ------------ | ------------------------------ | ----------- |
| Levadia Tallinn     | Tallinn      | Maarjamäe muruväljak           | 2.          |
| Flora               | Tallinn      | A. Le Coq Aréna                | 1.          |
| FC Kuressaare       | Kuressaare   | Kuressaare linnastaadion       | 5. (II. o.) |
| Narva Trans         | Narva-Jõesuu | Kreenholmi staadion            | 5.          |
| Nõmme Kalju         | Tallinn      | Hiiu staadion                  | 3.          |
| Paide Linnameeskond | Paide        | Paide Ühisgümnaasiumi staadion | 6.          |
| Tallinna Kalev      | Tallinn      | Kalev Keskstaadion             | 2. (II. o.) |
| Tammeka             | Tartu        | Tamme staadion                 | 7.          |
| Viljandi Tulevik    | Viljandi     | Viljandi linnastaadion         | 8.          |
| Vaprus              | Pärnu        | Pärnu Rannastaadion            | 9.          |

## Bajnokcsapatok (1992 előtt)

### A Szovjetunió előtti időszak: 1920–1944-ig
| - 1921: Sport Tallinn - 1922: Sport Tallinn - 1923: Kalev Tallinn - 1924: Sport Tallinn - 1925: Sport Tallinn - 1926: Tallinna JK - 1927: Sport Tallinn - 1928: Tallinna JK | - 1929: Sport Tallinn - 1930: Kalev Tallinn - 1931: Sport Tallinn - 1932: Sport Tallinn - 1933: Sport Tallinn - 1934: Estonia Tallinn - 1935: Estonia Tallinn - 1936: Estonia Tallinn | - 1937–38: Estonia Tallinn - 1938–39: Estonia Tallinn - 1939–40: Olümpia Tartu - 1941: nem fejejzték be - 1942: PSR Tartu (nem hivatalos) - 1943: Estonia Tallinn (nem hivatalos) - 1944 nem fejezték be |

### Örökmérleg bajnoki címek szerint (1920–1944)
| Csapat          | Bajnoki címek száma | Bajnoki évek                                         |
| --------------- | ------------------- | ---------------------------------------------------- |
| Sport Tallinn   | 9                   | 1921, 1922, 1924, 1925, 1927, 1929, 1931, 1932, 1933 |
| Estonia Tallinn | 5                   | 1934, 1935, 1936, 1938, 1939                         |
| Kalev Tallinn   | 2                   | 1923, 1930                                           |
| Tallinna JK     | 2                   | 1926, 1928                                           |
| Olümpia Tartu   | 1                   | 1940                                                 |

### Az Észt SZSZK bajnokai: 1945–1991-ig
Az Észt SZSZK csapatai 1945 és 1992 között a szovjet ligarendszerben játszottak, azaz a jobb észt csapatok magasabb osztályokban, a rosszabbak pedig területi bajnokságokban – így az Észt SZSZK bajnokait is a mindenkori területi osztály bajnokcsapatai jelentették.
| - 1945: Dünamo Tallinn - 1946: BL Tallinn - 1947: Dünamo Tallinn - 1948: Balti Laevastik Tallinn - 1949: Dünamo Tallinn - 1950: Dünamo Tallinn - 1951: Balti Laevastik Tallinn - 1952: Balti Laevastik Tallinn - 1953: Dünamo Tallinn - 1954: Dünamo Tallinn - 1955: JK Kalev Tallinn\|Kalev Tallinn - 1956: Balti Laevastik Tallinn - 1957: Kalev Ülemiste - 1958: Kalev Ülemiste - 1959: Kalev Ülemiste - 1960: Balti Laevastik Tallinn | - 1961: Kalev Kopli - 1962: Kalev Ülemiste - 1963: Tempo Tallinn - 1964: Norma Tallinn - 1965: Balti Laevastik Tallinn - 1966: Balti Laevastik Tallinn - 1967: Norma Tallinn - 1968: Balti Laevastik Tallinn - 1969: Dvigatel Tallinn - 1970: Norma Tallinn - 1971: Tempo Tallinn - 1972: Balti Laevastik Tallinn - 1973: Kreenholm Narva - 1974: Baltika Narva - 1975: Baltika Narva - 1976: Dvigatel Tallinn | - 1977: Baltika Narva - 1978: Dünamo Tallinn - 1979: Norma Tallinn - 1980: Dünamo Tallinn - 1981: Dünamo Tallinn - 1982: Tempo Tallinn - 1983: Dünamo Tallinn - 1984: Estonia Jõhvi - 1985: Kalakombinaat/MEK Pärnu - 1986: Zvezda Tallinn - 1987: Tempo Tallinn - 1988: Norma Tallinn - 1989: Zvezda Tallinn - 1990: TVMK Tallinn - 1991: TVMK Tallinn |

## Bajnoki dobogósok és gólkirályok (1992 óta)
| Szezon  | Bajnokcsapat | Ezüstérmes       | Bronzérmes       | Gólkirály                                                         |
| ------- | ------------ | ---------------- | ---------------- | ----------------------------------------------------------------- |
| 1992    | Norma        | Eesti Põlevkivi  | TVMK             | Sergei Bragin (Norma, 18 góllal)                                  |
| 1992–93 | Norma        | Flora            | Nikol            | Sergei Bragin (Norma, 27 góllal)                                  |
| 1993–94 | Flora        | Norma            | Nikol/Marlekor   | Maksim Gruznov (Narva Trans, 21 góllal)                           |
| 1994–95 | Flora        | Lantana/Marlekor | Narva Trans      | Szerhij Morozov (Lantana/Marlekor, 25 góllal)                     |
| 1995–96 | Lantana      | Flora            | Tevalte/Marlekor | Lembit Rajala (Flora, 16 góllal)                                  |
| 1996–97 | Lantana      | Flora            | Marlekor         | Sergei Bragin (Lantana, 18 góllal)                                |
| 1997–98 | Flora        | Sadam            | Tulevik          | Konstantin Nahk (Sadam, 18 góllal)                                |
| 1998    | Flora        | Sadam            | Lantana          | Konstantin Nahk (Sadam, 13 góllal)                                |
| 1999    | Levadia      | Tulevik          | Flora            | Toomas Krõm (Levadia, 19 góllal)                                  |
| 2000    | Levadia      | Flora            | TVMK             | Egidijus Juška (TVMK, 24 góllal) Toomas Krõm (Levadia, 24 góllal) |
| 2001    | Flora        | TVMK             | Levadia          | Maksim Gruznov (Narva Trans, 37 góllal)                           |
| 2002    | Flora        | Levadia          | TVMK             | Andrei Krõlov (TVMK, 37 góllal)                                   |
| 2003    | Flora        | TVMK             | Levadia          | Tor Henning Hamre (Flora, 39 góllal)                              |
| 2004    | Levadia      | TVMK             | Flora            | Vjatšeslav Zahovaiko (Flora, 28 góllal)                           |
| 2005    | TVMK         | Levadia          | Narva Trans      | Tarmo Neemelo (TVMK, 41 góllal)                                   |
| 2006    | Levadia      | Narva Trans      | Flora            | Maksim Gruznov (Narva Trans, 31 góllal)                           |
| 2007    | Levadia      | Flora            | TVMK             | Dmitrij Lipartov (Narva Trans, 30 góllal)                         |
| 2008    | Levadia      | Flora            | Narva Trans      | Ingemar Teever (Kalju, 23 góllal)                                 |
| 2009    | Levadia      | Sillamäe Kalev   | Narva Trans      | Vitali Gussev (Levadia, 26 góllal)                                |
| 2010    | Flora        | Levadia          | Narva Trans      | Sander Post (Flora, 24 góllal)                                    |
| 2011    | Flora        | Kalju            | Narva Trans      | Aleksandrs ČekulajevsJK Narva Trans, 46 góllal)                   |
| 2012    | Kalju        | Levadia          | Flora            | Vladislav Ivanov JK Narva Trans, 23 góllal)                       |
| 2013    | Levadia      | Kalju            | Sillamäe Kalev   | Vladimir Voskoboinikov Kalju, 23 góllal)                          |
| 2014    | Levadia      | Sillamäe Kalev   | Flora            | Yevgeni Kabaev Sillamäe Kalev, 36 góllal)                         |
| 2015    | Flora        | Levadia          | Kalju            | Ingemar Teever Levadia, 24 góllal)                                |
| 2016    | Infonet      | Levadia          | Kalju            | Yevgeni Kabayev Sillamäe Kalev, 25 góllal)                        |
| 2017    | Flora        | Levadia          | Kalju            | Albert Prosa (FCI Tallinn) Rauno Sappinen Flora, 27 góllal)       |
| 2018    | Nõmme Kalju  | Levadia          | Flora            | Liliu (Nõmme Kalju) (31 góllal)                                   |

### Örökmérleg bajnoki helyezés szerint
| Csapat                   | Bajnoki címek | Ezüstérmes | Bronzérmes | Győztes szezonok                                                                               |
| ------------------------ | ------------- | ---------- | ---------- | ---------------------------------------------------------------------------------------------- |
| Flora                    | 14            | 7          | 4          | 1993–94, 1994–1995, 1997–98, 1998, 2001, 2002, 2003, 2010, 2011, 2015, 2017 , 2019, 2020, 2022 |
| Levadia                  | 10            | 10         | 2          | 1999, 2000, 2004, 2006, 2007, 2008, 2009, 2013, 2014                                           |
| Lantana / Nikol/Marlekor | 2             | 1          | 3          | 1995–96, 1996–97                                                                               |
| Norma                    | 2             | 1          | 0          | 1992, 1992–93                                                                                  |
| Kalju                    | 2             | 2          | 2          | 2012, 2019                                                                                     |
| TVMK / Tevalte/Marlekor  | 1             | 3          | 6          | 2005                                                                                           |
| Sadam                    | 0             | 2          | 0          |                                                                                                |
| Narva Trans              | 0             | 1          | 5          |                                                                                                |
| Tulevik                  | 0             | 1          | 1          |                                                                                                |
| Eesti Põlevkivi          | 0             | 1          | 0          |                                                                                                |
| Sillamäe Kalev           | 0             | 1          | 0          |                                                                                                |
| FC Infonet               | 1             | 0          | 0          | 2016                                                                                           |

## Jelentős külföldi játékosok
A félkövérrel jelölt játékosok szerepeltek hazájuk felnőtt válogatott keretében labdarúgó-világbajnokságon.
| - Zaur Tagizade - Alan Arruda - Diego Balbinot - Daniel Vázquez Evuy - Elysée - Janne Oinas - Jasse Jalonen - Jonatan Johansson - Juha Hakola - Tomi Saarelma - Yankuba Ceesay | - Ousmane Barry - Hidetoshi Wakui - Allan Kimbaloula - Aleksandrs Čekulajevs - Andrejs Perepļotkins - Viktors Dobrecovs - Vladislavs Gabovs - Vladislavs Kozlovs - Algimantas Briaunys - Dainius Saulėnas - Darius Regelskis | - Egidijus Juška - Marius Bezykornovas - Modestas Stonys - Nerijus Vasiliauskas - Raimondas Vainoras - Ričardas Zdančius - Tadas Gražiūnas - Tomas Ražanauskas - Vadimas Petrenko - Valdemaras Martinkėnas - Viktoras Olšanskis | - Glen Atle Larsen - Aleksey Naumov - Igor Cheminava - Irakli Logua - Nikita Andreyev - Mikhail Biryukov - Szergij Morozov - Alex Nimo |  |

## A bajnokság helyezése az UEFA-rangsorban
A bajnokság helyezése 2011-ben az UEFA rangsorában. (Dőlt betűvel az előző szezonbeli helyezés, zárójelben az UEFA-együttható).
- 43.  (47.)  1. CFL (3,875)
- 44.  (44.)  Kategoria superiore (3,874)
- 45.  (43.)  Meistriliiga (3,791)
- 46.  (46.)  Welsh Premier League (2,790)
- 47.  (45.)  Bardzragujn Humb (2,583)